# Sven Nilsson (baix)
Sven Nilsson   (Gävle Parish, 11 de maig de 1898 - parròquia d'Òscar, 1 de març de 1970) fou un actor i cantant d'òpera (baix) suec.
Nilsson es graduà el 1923 en el "Royal Institute of Technology" i treballà com enginyer fins als trenta anys. A més d'això, estudià cant amb Gillis Bratt i a Dresden amb Ivar Andresen.Nilsson, Sven i Svenska män och kvinnor (1949) L'estiu de 1930, es dedicà a estudiar teatre durant les actuacions del Festival de Bayreuth.
Després de cantar per la companyia de Fritz Busch en l'Òpera de Dresden, hi fou contractat. Fou un natzarè a Salome (Strauss) i es quedà allà des de 1930 fins 1934. Participà entre altres obres, en l'Arabella, també d'Strauss el 1933 i Daphne el 1938 on Sven actuava com el pescador Peneios. Arribà l'Òpera d'Estocolm el 1946 i participà a Orlando de Georg Friedrich Händel en el Teatre del Palau Drottningholm el 1950. Entre d'altres papers actuà com el baró Ochs a Der Rosenkavalier, el rol principal de Don Pasquale de G. Donizetti, el Felip II a Don Carlos de G. Verdi i els papers bàsics de les grans òperes de Mozart i Wagner.
Amb el seu distint "sentiment per les possibilitats expressives del text" i un bon talent actoral, va participar a Värmlänningarna de Göran Gentele, Fröken April i Sengkammartjuven, així com a Lustgården d'Alf Kjellin. També va tenir papers a Dramaten a les produccions d'Alf Sjöberg de Philoctetes i The Murder of Marat.
A l'estranger, va ser protagonista convidat a Barcelona, Venècia i Florència,[2] així com a escenaris destacats com Covent Garden, Metropolitan i La Scala.
Va fer la seva última aparició l'1 de març de 1970 com Crespel en una representació matinal de Les aventures de Hoffmann a l'Òpera d'Estocolm. Va morir a casa seva més tard aquella nit.
Nilsson va ser nomenat Kammersänger el 1936[3] a Dresden.

## Filmografia (selecció)
- 1923 – Boman på utställningen
- 1957 – Värmlänningarna
- 1958 – Fröken April
- 1961 – Lustgården
- 1963 – Ett drömspel
- 1966 – Nattflyg